# ファン・ジョンウム
ファン・ジョンウム（朝: 황 정음、1985年1月25日 - ）は、韓国の女優。身長167cm、体重48kg、血液型O型。女性アイドルグループ Sugar のメンバーとして芸能界にデビューした。2004年に Sugar を脱退してからは俳優として活動している。

## 人物・来歴
2009年9月から2010年3月に放送されたシットコム『明日に向かってハイキック』に出演し、作品のヒットと共に広く知られるようになった。この作品の演技が評価され2010年の第46回百想芸術大賞で新人演技賞を受賞した。
引き続き2010年5月からは12月までSBSで放送された『ジャイアント』に出演した。『ジャイアント』は韓国現代史を背景にした全60回の連続ドラマで、ジョンウムは演技者としての成長が評価され、年末恒例のSBS演技大賞で新人演技賞を受賞した。
その後『私の心が聞こえる?』『お金の化身』『秘密』『キルミー・ヒールミー』など多くの連続ドラマに主演している。
2016年2月26日に元プロゴルファーで事業家であるイ・ヨンドンと結婚し、翌年2017年8月15日に第一子を出産した。
2020年9月に離婚調停申請書を提出したが2021年7月9日、調停中に復縁した事を所属事務所の関係者が明らかにした。
2022年3月16日に第二子となる男児の出産を発表した。

## 出演作品

### テレビドラマ
- ルル姫（2005年、SBS） - チョン・ミソ 役
- 愛する人よ（2007年、SBS） - イ・ジョンミン 役
- 冬鳥（2007年 - 2008年、MBC） - ユン・ジナ 役
- ラスト・スキャンダル（2008年、MBC） - サ・ルビ 役
- エデンの東（2008年 - 2009年、MBC） - キム・ソジョン 役
- 二人の妻（2009年、SBS）
- ジャイアント (2010年、SBS） - イ・ミジュ 役[10]
- 私の心が聞こえる?（2011年、MBC） - ポン・ウリ 役[11]
- フルハウスTAKE2（2012年、TBS） - チャン・マノク（ミシェル） 役[12]
- ゴールデンタイム（2012年、MBC） - カン・ジェイン 役[13]
- お金の化身（2013年、SBS） - ポク・ジェイン 役[14]
- 秘密（2013年、KBS） -  カン・ユジョン 役[15]
- じゃがいも星（2013年 - 2014年、tvN）
- 果てしない愛（2014年、SBS） - ソ・イネ 役[16]
- キルミー・ヒールミー（2015年、MBC） - オ・リジン 役[17]
- 彼女はキレイだった（2015年、MBC） - キム・ヘジン 役[18]
- 運勢ロマンス（2016年、MBC） - シム・ボニ 役[19]
- 恋のトリセツ〜フンナムとジョンウムの恋愛日誌〜（2018年、SBS） - ユ・ジョンウム 役[20]
- サンガプ屋台（2020年、JTBC） - ウォルジュ 役[21]
- あいつがそいつだ（2020年、KBS） - ソ・ヒョンジュ 役[22]
- 7人の脱出（2023年、SBS） - クム・ラヒ役[23]
- 7人の脱出 season2 -リベンジ-（2024年、SBS） - クム・ラヒ役

### シットコム
- 明日に向かってハイキック（2009年 - 2010年、MBC） - ファン・ジョンウム 役[24]
- ハイキック3 -短足の逆襲-（2011年 - 2012年、MBC）  - ファン・ジョンウム 役（友情出演）[25]

### 映画
- しあわせまでの距離（2015年）[26]

## 受賞歴
- 2010年 第46回百想芸術大賞 新人演技賞[3]
- 2015年 第10回ソウルドラマアワード 韓流ドラマ女性演技者賞[3][27]
- 2016年 大韓民国大衆文化芸術賞 国務総理表彰[28][29]